# Cetratus
Cetratus – rodzaj pająka z rodziny ukośnikowatych, opisany po raz pierwszy przez Władysława Kulczyńskiego, polskiego zoologa, specjalistę w dziedzinie pajęczaków w 1911 roku. Jedyny i zarazem typowy gatunek to C. annulatus, występujący w Nowej Gwinei. Pająk ten naśladuje ruchy i wygląd os z rodzaju Crossocerus (prawdopodobnie C. cetratus), by się do nich bezpiecznie zbliżyć i zaatakować. Nie buduje sieci.

## Gatunki
- Cetratus annulatus Kulczynski, 1911 (Nowa Gwinea)